# 만소리
만소리(Mansory)는 독일 바이에른주 브란트에 있는 럭셔리 카 튜닝 업체이다. 럭셔리 카 외에도 슈퍼카, 고급 SUV, 모터보트, 맞춤형 자전거 등 다양한 탈것들을 튜닝한다. 1989년 이란계 영국인인 쿠로시 만소리(Kourosh Mansory)가 만들었다. 만소리는 애스턴 마틴, 아우디, 벤틀리, BMW, 부가티, 페라리, 람보르기니, 로터스, 마세라티, 메르세데스-벤츠, 롤스로이스 및 테슬라 등 여러 제조업체의 차량을 작업한다.

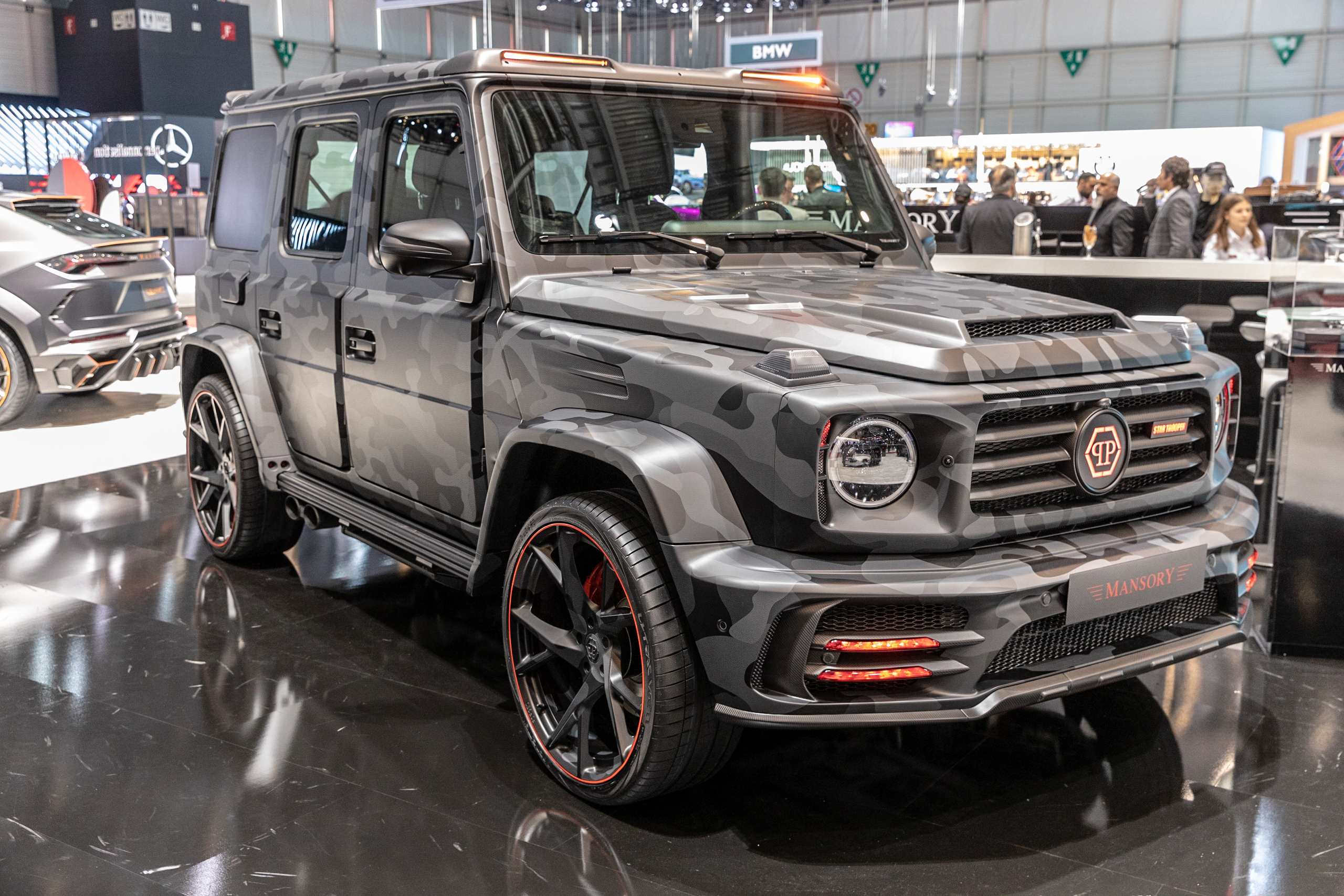
Mercedes-AMG G63 Mansory Star Trooper (2019 제네바 모터쇼에서)

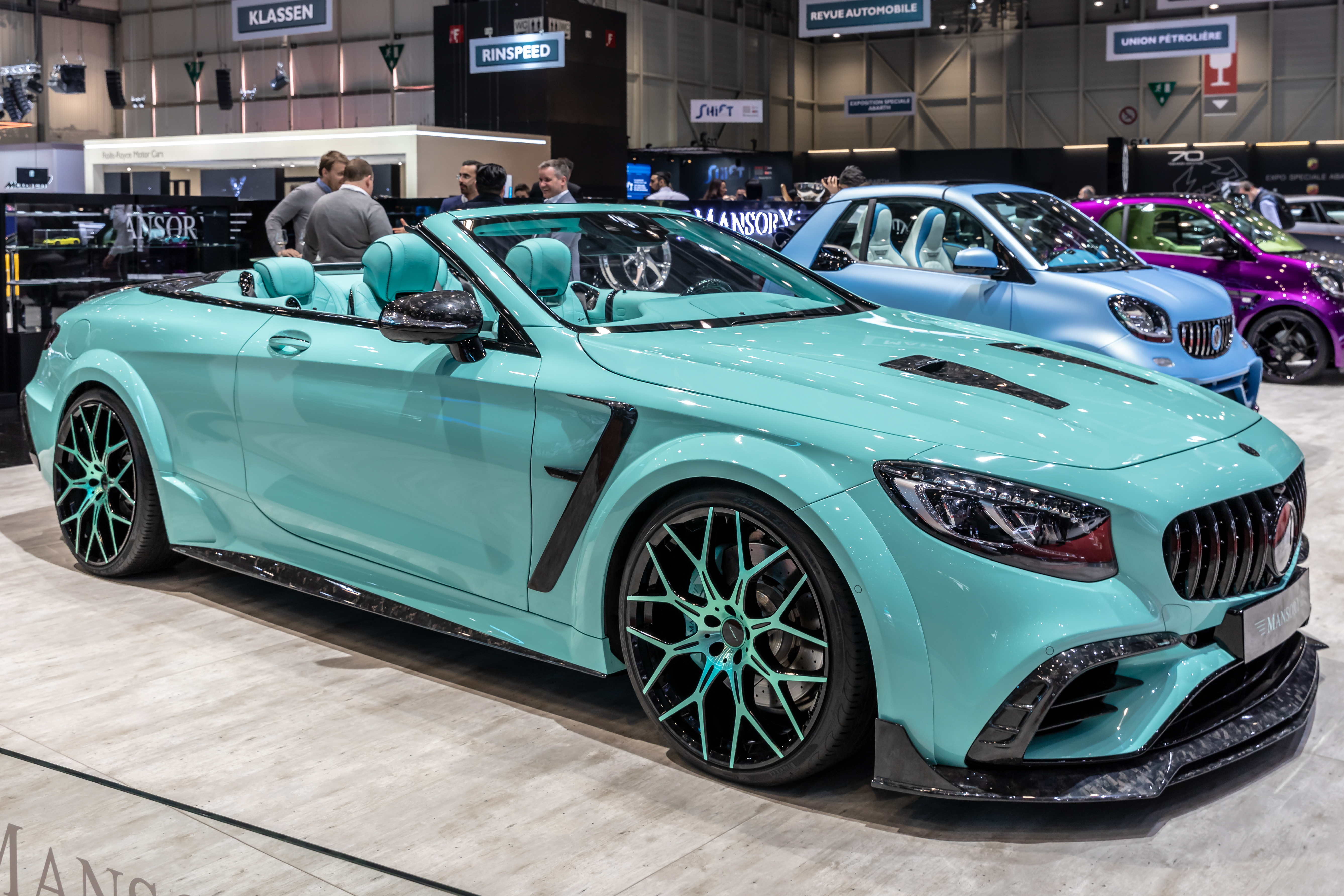
Mercedes-AMG S63 Mansory Apertus (2019 제네바 모터쇼에서)

## 같이 보기
- 브라부스
- RUF 오토모빌
- AMG
- 셸비 아메리칸